# حسين ملجكوفيتش
حسين ملجكوفيتش (1905 – 27 أيار / مايو 1944) قائد عسكري بوسني مسلم من الذين قاتلوا مع مختلف التشكيلات العسكرية في يوغوسلافيا خلال الحرب العالمية الثانية. شيوعي سياسي خلال فترة ما بين الحربين العالميتين ، التحق بجيش التحرير الوطني عقب غزو يوغسلافيا ولكنه انشق إلى أوستاشي في منتصف عام 1941. انشق مرة أخرى إلى الأنصار في ديسمبر 1941 وأصبح قائدًا للقوات الشيوعية في شمال غرب البوسنة خلال عام 1942. بعد خلاف سياسي، انشق إلى أوستاشي مرة أخرى في فبراير 1943 وأعطي قيادة 100 جندي. وشكل ميليشياه المسلمة البوسنية المكونة من ثلاثة آلاف جندي بمساعدة الألمان والكروات في أواخر عام 1943. ووافق على أن ينظم نفسه مع الحزبين مرة أخرى في أوائل عام 1944، مما دفع المسلمين المناهضين للشيوعيين داخل ميليشياته إلى اغتياله في مايو 1944.